# Yves Dartois
Yves Dartois, pseudonyme de Henri Jean Yves Ruelle, né le 26 février 1901 à Paris (11e) et mort le 31 mars 1974 à Montmorency, est un auteur français de roman policier, de littérature d'enfance et de jeunesse et de littérature populaire.

## Biographie
Il débute en 1924 à L'Intransigeant pour lequel il rédige des chroniques parisiennes. À partir de 1933 jusqu'à la Seconde Guerre mondiale, il est reporter du Petit Parisien. En 1946, il crée la rubrique touristique du Figaro, pour lequel il reçoit le grand prix du tourisme international.
Il amorce sa carrière en littérature avec un récit maritime intitulé Le Démon des bateaux sans vie, paru en 1927 et couronné par la Société des gens de lettres. Il aborde ensuite le roman policier avec Le Hameau dans les sables, d’abord paru en feuilleton en 1931. En 1936, il remporte le grand prix du roman d’aventures avec Week-end au Touquet. Suit L'Horoscope du mort en 1937, puis L'Aventure aux cèdres en 1939. En 1943, Yves Dartois abandonne le genre policier pour les romans sentimentaux. Son œuvre se nourrit ainsi de ses multiples voyages. En 1963, il revient momentanément au roman policier avec La Roue de Tintagel. Il obtient cette année-là le tout premier Prix des amitiés franco-britanniques pour son roman Les Portes du prétendants.
Il rédige ensuite une douzaine de romans qui se nourrissent de son goût pour l’Histoire et les légendes, et dont certains ressortissent à la science-fiction et au fantastique, tels La Muraille aux Atlantes ou Le Grand Prêtre des Guanches.
Nourri des classiques français, membre du jury du prix Interallié, Yves Dartois a fait preuve d’une ambition littéraire affirmée par une volonté d’élégance dans le style. Cette qualité d’écriture et la part qu’il accorde aux motivations psychologiques de ses personnages, sans pour autant négliger la construction de ses intrigues, réservent à Yves Dartois une place originale dans la littérature policière des années 1930.

## Décoration
- Officier de l'ordre du Mérite touristique (1955)[5]

## Œuvre

### Romans
- Le Démon des bateaux sans vie, Paris, La Renaissance du livre, 1927 ; réédition, Paris, Éditions Cosmopolites, collection du lecteur no 78, 1931 ; réédition, Paris, Éditions du Vieux Colombier, collection Pourquoi pas? no 1, 1946
- Le Hameau dans les sables, dans L'Intransigeant, 1931 ; réédition, Paris, La Renaissance du livre, coll. Le Disque rouge, 1934
- Week-end au Touquet, Paris, Librairie des Champs-Élysées, Le Masque, no 204, 1936
- L'Horoscope du mort, Paris, Librairie des Champs-Élysées, Le Masque, no 232, 1937 ; réédition, Lille, Janicot, 1954
- La Maison de la licorne, Paris, éditions Tallandier, coll. Les Bleuets, 1937 ; réédition, Paris, Tallandier, Bibliothèque Pervenche no 187, 1958
- La Bonne Aventure, ô gué !, Paris, Tallandier, 1938
- L'Aventure aux cèdres, dans L'Intransigeant, 1939 ; réédition, Lille, Janicot, 1943
- Les Réfugiés de la maison verte, Paris, Tallandier, 1940
- Quand les lauriers sont coupés, Paris, Tallandier, 1941
- Le roi conspire, Lille, Janicot, 1943
- L'Oiseau des îles, Paris, Office français du livre, coll. Iris, 1944 (en collaboration avec Douglas d'Estrac)
- Le Manoir bleu, Paris, Éditions du Vieux Colombier, collection Libellule no 2, 1946
- La Tour, prends garde, Paris, Éditions du Vieux Colombier, collection Libellule, 1947
- Le Mariage de Martine, Paris, Éditions du Vieux Colombier, collection Libellule no 36, 1949
- Après le temps des cerises, Paris, Dumas, Bibliothèque Pervenche no 33, 1948
- La Jeune Fille d'Aix-les-Bains, Paris, Tallandier, 1950
- La Roue de Tintagel, Paris, Denoël, coll. Crime-club no 31, 1961
- Les Portes du prétendant, Paris, Denoël, 1963
- La Muraille des Atlantes, Paris, Denoël, 1965
- L'Hôtesse du roi Salomon, Paris, Denoël, 1966
- Le Chevalier de la nuit, Paris, Denoël, 1967
- La Mosaïque de Balsamo, Paris, Denoël, 1967
- La Princesse de Catalogne, Paris, Denoël, 1968
- Le Devin d'Innsbruck, Paris, Denoël, 1969
- Le Manuscrit de Jérusalem, Paris, Denoël, 1969
- Le Grand Prêtre des Guanches, Paris, Denoël, 1970
- La Comtesse de Schoenbrunn, Paris, Grasset, 1971
- Mélusine, Paris, Denoël, 1971
- Le Berceau fantôme, Paris, Denoël, 1972
- La Romaine de Cimiez, Paris, Denoël, 1972
- Le Voile de la madone, Paris, Grasset, 1973
- La Montagne des Druses, Paris, Denoël, 1973

### Littérature d'enfance et de jeunesse

#### Le Vaisseau du silence
- Publications : Le roman est une adaptation pour la jeunesse de son roman paru en 1927, Le Démon des bateaux sans vie. Il a été publié chez Hachette, dans la collection Bibliothèque de la jeunesse en 1956. Il a été réédité dans la Bibliothèque verte en 1958 sous le no 96.
- Illustrations : Paul Durand
- Remarque : Le récit évoque à plusieurs reprises les vaisseaux fantôme, et spécialement le plus célèbre d'entre eux, la Mary Celeste.
- Résumé : Claude Jumièges est un journaliste de 23 ans. Après le décès de son père, il est heureux d'être recommandé par Léon Moiran, son ancien professeur d'histoire naturelle à la Sorbonne, pour faire partie de l'expédition Warren, chargée par le gouvernement américain de rechercher un navire perdu en mer, le Sea Sparrow. Ce navire a été découvert vide d'occupants, dérivant sans but dans l'océan. Aucune dégradation, nulle trace de combat à bord, ni aucun vol : les théories d'accident maritime, de mutinerie ou de piraterie semblent devoir être écartées. Le vaisseau de secours avait immobilisé le Sea Sparrow en mouillant l'ancre, dans l'attente d'une expédition chargée de mener des investigations sur ce « bateaux sans vie ». Claude arrive à San Francisco, puis se rend en Polynésie française, où quelqu'un tente de le tuer. Il ne parvient pas à retrouver l'agresseur, mais découvre une Idole de bois qui appartenait à celui-ci. Quelques jours après, il embarque sur le navire chargé de retrouver le Sea Sparrow. Il se lie avec Jacques Kerdren, avec le capitaine Collins et la fille de celui-ci, Winnie Collins. Étrangement, quelqu'un a placé dans le navire l'Idole de bois déjà vue. Au bout du sixième jour de voyage, un « sentiment de folie » s'empare d'une partie de l'équipage, certains hommes se jetant délibérément à la mer et se noyant. Le capitaine Collins fait partie des victimes. Les marins restant, abasourdis, parlent de malédiction et de retour immédiat au port, mais le capitaine en second Duke et Claude Jumièges tiennent bon : on doit retrouver le Sea Sparrow. Ce navire est retrouvé à 8°12’ latitude Nord, 132°50’18’’ longitude Est. Il est comme l'avait décrit l'expédition initiale : vide, en bon état, sans trace de ses occupants. En fouillant le navire, Claude Jumièges fait une découverte capitale : le Sea Sparrow contenait du bois identique à celui composant l'Idole de bois. Il en déduit que ce sont les propriétés biologiques de ce bois qui, une fois en contact avec l'humidité, créent de minuscules spores et champignons qui entraînent un « sentiment de folie » chez ceux qui les inhalent. Le navire retourne à San Francisco, où Claude, Winnie et le capitaine Duke taisent la découverte, n'évoquant, pour expliquer la disparition des matelots et du capitaine Collins, qu'un terrible accident maritime dû à la tempête. Par la suite, Claude propose à Winnie de l'épouser, ce qu'elle accepte. De retour en France, Claude révèle l'entière vérité au professeur Moiran qui l'avait incité à faire le voyage. Après avoir vérifié les suppositions de Claude qui se révèlent bien fondées, l'universitaire lui conseille de taire sa découverte : personne ne le croirait. Winnie étant aussi de cet avis, Claude décide de garder secrète sa découverte et offre l'Idole de bois au Musée de l'Homme. Le récit se finit sur le fait que, maintenant que le professeur Léon Moiran est décédé, et après réflexion, Claude a décidé de rendre publique cette découverte, sous forme du présent roman. Bien au sec, l'Idole de bois se trouve toujours au Musée de l'Homme.

#### Autres romans
- Romance sur papier timbré, Paris, Librairie des Champs-Élysées, coll. Romans de la jeune France, 1941
- La Maison des deux tilleuls, Paris, Gautier-Languereau, coll. Bibliothèque de ma fille, 1939 ; réédition aux mêmes éditions, 1949
- Les Prétendants de Catherine, Paris, Gautier-Languereau, coll. Bibliothèque de ma fille, 1950
- Mademoiselle Lilas de mer, Paris, Gautier-Languereau, coll. Bibliothèque de ma fille, 1952